# Edita Stanislawowna Pjecha

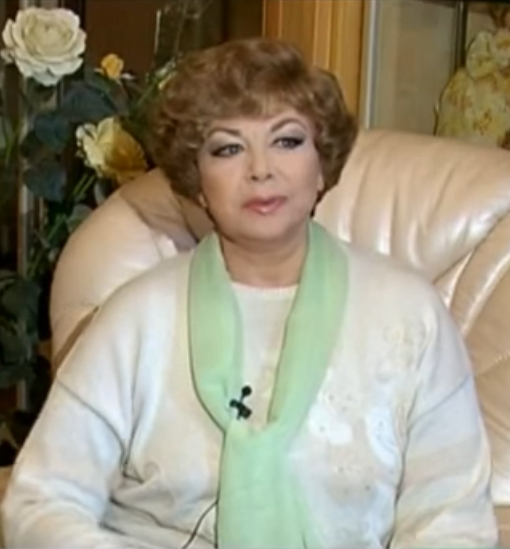
Edita Stanislawowna Pjecha

Edita Stanislawowna Pjecha (polnisch Edyta Piecha, 
russisch Эдита Станиславовна Пьеха, wissenschaftl. Transliteration Edita Stanislavovna Pjeha, auch in der französischen Namensform Edith-Marie Pierha; * 31. Juli 1937 in Noyelles-sous-Lens, Département Pas-de-Calais, Frankreich) ist eine russische Pop- und Estraden-Sängerin.

## Leben
Ihre Eltern Stanisław und Felicia Piecha kamen als Gastarbeiter aus Polen nach Frankreich. Sie wuchs in einem Bergarbeiterdorf auf, da ihr Vater in einem Bergwerk arbeitete. 1945 kam sie mit ihrer Mutter zurück nach Polen. Sie lebte in Boguszów in Schlesien und absolvierte das pädagogische Gymnasium in Wałbrzych. 1955 ging sie nach Leningrad, um dort Psychologie zu studieren.
Edita Pjecha war bisher dreimal verheiratet und ist von allen drei Ehemännern geschieden. Die Scheidung von ihrem dritten Ehemann Wladimir Poljakow war 2005. Ihre erste Ehe brachte ihr die Tochter Ilona.
Sie arbeitete zeitweise mit dem Ensemble Druschba (dt. „Freundschaft“) zusammen. Im Jahre 1988 wurde ihr der Titel Volkskünstlerin der UdSSR verliehen.
Edita Pjecha spricht fließend polnisch, russisch, französisch und deutsch. Sie lebt heute in Sankt Petersburg.
Ihr Enkel Stas Pjecha (* 1980) ist auch ein erfolgreicher Popsänger. 
Im Mai 2012 konnte ein Sampler ihres Songs Nash Sosed unter dem Titel Da Bop die niederländischen Charts stürmen; er erreichte Platz 4 der Singlecharts und Platz 1 der Dancecharts.
Außerdem erreichte er Platz 61 der belgischen Charts. Im Juni 2012 wurde der Song auch in Deutschland veröffentlicht.

## Diskografie

### Singles (Auswahl)
- Nash Sosed / Наш сосед
- Только мы
- Я шагаю по Москве